# برنامج لانجلاندس
في الرياضيات، يعد برنامج لانجلاندس شبكة من التخمينات بعيدة المدى والمؤثرة حول الروابط بين نظرية الأعداد والهندسة. اقترحه روبرت لانجلاندس (1967، 1970)، وهو يسعى إلى ربط زمرة غالوا في نظرية الأعداد الجبرية بالأشكال ذات الشكل الآلي ونظرية التمثيل للزمر الجبرية على الحقول المحلية والأديلات. يُنظر إلى برنامج لانجلاندس على نطاق واسع على أنه أكبر مشروع منفرد في البحث الرياضي الحديث، وقد وصفه إدوارد فرنكل بأنه «نوع من النظرية الموحدة الكبرى للرياضيات».